# لي إس. دريفوس
لي إس. دريفوس (بالإنجليزية: Lee S. Dreyfus) هو سياسي أمريكي، ولد في 20 يونيو 1926 في الولايات المتحدة، وتوفي في 2 يناير 2008 في نفس البلد. حزبياً، نشط في الحزب الجمهوري. وقد انتخب حاكم ولاية ويسكونسن ‏ (3 يناير 1979 – 3 يناير 1983).